# 印度羽毛球协会
印度羽毛球協會（英語：Badminton Association of India），是負責印度羽毛球管理並根據印度社團法註冊的協會組織，總部位於新德里。1934年成立；1938年加入国际羽毛球联合会（現羽毛球世界联合会）。印度羽毛球協會現有33個附屬協會，現任主席為希曼塔·比斯瓦·薩爾瑪。

## 主辦賽事
- 印度羽球公開賽
- 賽義德·莫迪國際羽毛球錦標賽
- 海得拉巴羽毛球公開賽
- 奧迪沙羽毛球大師賽
- 古瓦哈蒂羽毛球大師賽
- 印度羽毛球國際挑戰賽
- 印度羽毛球超级联赛
- 印度全国羽毛球锦标赛

## 外部連結
- Badminton Association of India Official Website （页面存档备份，存于）
- 印度羽毛球协会的Facebook專頁
- 印度羽毛球协会的Instagram帳戶
- 印度羽毛球协会的X（前Twitter）